# Вила дел Маркезе (Перуђа)
Вила дел Маркезе је насеље у Италији у округу Перуђа, региону Умбрија.
Према процени из 2011. у насељу је живело 58 становника. Насеље се налази на надморској висини од 399 м.